# Mbuga (Dodoma)
Mbuga è una circoscrizione rurale (rural ward) della Tanzania situata nel distretto di Mpwapwa, regione di Dodoma. Conta una popolazione di 5 813 abitanti (censimento 2012).